# Rio Capu
O Rio Capu é um rio da Romênia, afluente do Cheia, localizado no distrito de Vâlcea.